# Graminea annulata
Graminea annulata är en skalbaggsart som beskrevs av Maria Helena M. Galileo och Martins 1990. Graminea annulata ingår i släktet Graminea och familjen långhorningar. Inga underarter finns listade i Catalogue of Life.